# هانس كريستيان غرام
هانس كريستيان غرام (Hans Christian Gram) أو هانس كريستيان يواخيم غرام (13 سبتمبر 1853 في كوبنهاغن - 15 نوفمبر 1938) كان عالم باكتيريا دنمراكي.

## حياته
درس غرام أولًا علم النبات، ثم الطب فيما بعد في جامعة كوبنهاغن إلى غاية تخرجه عام 1883. أصبح في عام 1891 محاضرًا وتحصل في نفس العام على درجة بروفيسور في علم الصيدلة، وفي عام 1900 على الطب في كوبنهاغن ابتكر اسلوبا لتلوين الجراثيم بالميثيل البنفسجي واليود والأستون أو الكحول الايثيلي ومن هنا نشأت التسمية غرام موجب وغرام سالب والتي تلاحظ في شرح صفات بعض الأدوية بحيث تسمى بالسلبية تلك الجراثيم التي لا تقبل صبغًا في حين تسمى موجبة تلك القابلة للصبغ.